# Нарынчинов, Сакыбай Зарлыканович
Сакыбай Зарлыканович Нарынчинов (каз. Нарыншынов Сақыбай Зарлықанұлы; род. 1932) — советский работник промышленности, мастер подземного буровзрывного участка рудника им XXII партсъезда Зыряновского свинцового комбината, Герой Социалистического Труда (1971).

## Биография
С. З. Нарынчинов родился в с. Свинчатка Большенарымского района ВКО.
Трудовую деятельность начал в 1948 году на прииске Теректы (Восточно-Казахстанская область) рабочим старательской бригады.
С 1955 по 1973 год проработал на Маслянском руднике (позднее переименован в рудник им. XXII Партсъезда) Зыряновского свинцового комбината. Возглавлял буровую бригаду пневмоударного бурения, работал сменным буровым мастером, горным мастером подземного буровзрывного участка.
В 1966 году был награждён орденом Трудового Красного Знамени.
За выдающиеся успехи, достигнутые в развитии цветной металлургии Указом Президиума Верховного Совета СССР от 30 марта 1971 года удостоен звания Героя Социалистического Труда.
В 1973 году по состоянию здоровья был выведен на поверхностные работы. Был назначен прорабом ЖКУ санатория «Рахмановские ключи».
С. З. Нарынчинов избирался делегатом на XXII съезд КПСС. Избирался депутатом Верховного Совета Казахской ССР 7-го и 8-го созывов. Был депутатом Восточно-Казахстанского областного Совета народных депутатов.